# Whistler Cup

Logo des Whistler Cup

Der Whistler Cup (englische Bezeichnung, französisch Coupe Whistler) ist eine seit 1993 im kanadischen Skigebiet Whistler-Blackcomb ausgetragene Veranstaltung im alpinen Skirennsport. Er wurde nach dem Vorbild des in Italien ausgetragenen Trofeo Topolino ins Leben gerufen und zählt gemeinsam mit diesem zu den beiden international bedeutendsten Skirennen für Kinder im Alter von 11 bis 14 Jahren.
Der Whistler Cup wird vom Whistler Mountain Ski Club organisiert und unter der Aufsicht und dem Reglement des Internationalen Skiverbandes FIS durchgeführt. Unter den jährlich rund 400 Teilnehmern aus etwa 20 bis 25 Ländern finden sich zahlreiche Sportler, die später im Weltcup sowie bei Weltmeisterschaften und Olympischen Spielen erfolgreich sind. Die Wettkämpfe werden in zwei Altersklassen ausgetragen. In der jüngeren Kategorie Kinder 1 (K1) werden ein Slalom in zwei Durchgängen, ein Riesenslalom mit einem Lauf und seit 2006 ein aus einem Slalom- und Riesenslalomteil bestehendes Kombinationsrennen, das ebenfalls in einem Lauf entschieden wird, veranstaltet. In der älteren Kategorie Kinder 2 (K2) werden ein Slalom und ein Riesenslalom in jeweils zwei Durchgängen sowie ein Super-G ausgetragen. Zudem gibt es eine nach Punkten berechnete Nationenwertung. Die punktestärkste Nation erhält den Whistler Cup genannten Pokal, während die schnellsten Läufer der einzelnen Wettbewerbe Medaillen erhalten. Die Teilnehmerzahl ist pro Nation auf zehn Skiläufer beschränkt, mit Ausnahme der nordamerikanischen Länder Kanada und USA. Für die Nationenwertung werden aber auch aus diesen Ländern nur maximal zehn vor dem Wettkampf zu bestimmende Läufer berücksichtigt.

## Siegerlisten
Die folgenden Listen enthalten eine Übersicht aller Sieger und Siegerinnen des Whistler Cup. 1998 waren jeweils zwei Riesenslaloms geplant, der zweite der Herren in der Kategorie K2 wurde jedoch abgesagt. 2005 fanden keine Super-G statt.

### Damen
| Jahr | Kinder 1                  | Kinder 1                           | Kinder 1         | Kinder 2               | Kinder 2                    | Kinder 2              |
| Jahr | Slalom                    | Riesenslalom                       | Kombination      | Slalom                 | Riesenslalom                | Super-G               |
| ---- | ------------------------- | ---------------------------------- | ---------------- | ---------------------- | --------------------------- | --------------------- |
| 1993 | Haley Perlus              | Sabrina Budimayr                   |                  | Daniela Huber          | Chiara Gronda               | Chiara Gronda         |
| 1994 | Elisabeth Görgl           | Elisabeth Görgl                    |                  | Sarah Schleper         | Nicole Gius                 | Nicole Gius           |
| 1995 | Manuela Mair              | Souazic Le Guillou                 |                  | Corinne Egger          | Ayano Suzuki                | Lucia Recchia         |
| 1996 | Tina Maze                 | Tina Maze                          |                  | Anja Pärson            | Anja Pärson                 | Anja Pärson           |
| 1997 | Veronika Zuzulová         | Lindsey Kildow                     |                  | Miriam Gschnitzer      | Manuela Mair                | Astrid Vierthaler     |
| 1998 | Elena Fanchini            | #1: Urška Rabič #2: Elena Fanchini |                  | Tina Maze              | #1: Tina Maze #2: Tina Maze | Tina Maze             |
| 1999 | Andrée-Ann Lavoie         | Nadia Fanchini                     |                  | Christina Lustenberger | Veronika Zuzulová           | Julia Mancuso         |
| 2000 | Alessia Segulin           | Michaela Smutná                    |                  | Nina Gstrein           | Michaela Kirchgasser        | Camilla Alfieri       |
| 2001 | Nina-Katarina Mihovilovič | Nina-Katarina Mihovilovič          |                  | Michaela Smutná        | Ana Jelušić                 | Alessia Segulin       |
| 2002 | Jana Gantnerová           | Tina Weirather                     |                  | Katrin Triendl         | Katrin Triendl              | Katrin Triendl        |
| 2003 | Thea Grosvold             | Giulia Siccardi                    |                  | Nina Løseth            | Kaia Gulsvik                | Camilla Borsotti      |
| 2004 | Kristina Riis-Johannessen | Lotte Smiseth Sejersted            |                  | Nina Løseth            | Anna Fenninger              | Anna Fenninger        |
| 2005 | Mia Merete Moen           | Kristine Gjelsten Haugen           |                  | Thea Grosvold          | Thea Grosvold               |                       |
| 2006 | Ula Hafner                | Ula Hafner                         | Ula Hafner       | Mona Løseth            | Valentina Fankhauser        | Karin Nagy            |
| 2007 | Nina Žnidar               | Nina Žnidar                        | Nina Žnidar      | Valentina Fankhauser   | Ula Hafner                  | Mirjam Puchner        |
| 2008 | Mikaela Shiffrin          | Mikaela Shiffrin                   | Mikaela Shiffrin | Andrea Filser          | Lisa-Maria Reiss            | Valentina Volopichová |
| 2009 | Nea Luukko                | Asa Ando                           | Roni Remme       | Mikaela Shiffrin       | Bára Straková               | Bára Straková         |
| 2010 | Mio Arai                  | Elisa Fornari                      | Elisa Fornari    | Anna Poglitsch         | Mikaela Shiffrin            | Emma King             |
| 2011 | Asami Katagiri            | Asami Katagiri                     | Laura Swaffield  | Roni Remme             | Marie-Therese Sporer        | Dani Brownell-Patty   |
| 2012 | Laurence Huot             | Carlotta Saracco                   | Asami Katagiri   | Andreja Slokar         | Jessica Hilzinger           | Lorena Käslin         |
| 2013 |                           |                                    |                  | Kajsa Lie Vickhoff     | Amelia Smart                | Kajsa Lie Vickhoff    |
| 2014 | Madison Hoffman           | Sunao Takaba                       |                  | Nadine Fest            | Viktoria Habersatter        | Viktoria Habersatter  |

### Herren
| Jahr | Kinder 1             | Kinder 1                                  | Kinder 1              | Kinder 2               | Kinder 2                          | Kinder 2            |
| Jahr | Slalom               | Riesenslalom                              | Kombination           | Slalom                 | Riesenslalom                      | Super-G             |
| ---- | -------------------- | ----------------------------------------- | --------------------- | ---------------------- | --------------------------------- | ------------------- |
| 1993 | Wolfgang Hell        | Josef Schild                              |                       | Kurt Engl              | Michael Allgäuer                  | Jernej Bukovec      |
| 1994 | Uroš Zupan           | Luca Tiezza                               |                       | Florian Eckert         | Mitja Dragšič                     | Mitja Dragšič       |
| 1995 | Piotr Kaczmarek      | Werner Heel                               |                       | Jeff Lines             | Wolfgang Hell                     | Wolfgang Hell       |
| 1996 | Benjamin Thornhill   | Marc Berthod                              |                       | Julien Cousineau       | Julien Cousineau                  | Paul-Marc Julen     |
| 1997 | Kurt Pittschieler    | Thomas Mermillod Blondin                  |                       | Piotr Kaczmarek        | Marcel Lorenzin                   | Piotr Kaczmarek     |
| 1998 | Manuel Sandbichler   | #1: Alexander Ortler #2: Alexander Ortler |                       | Christian Flaschberger | #1: Nicolas Zyromski #2: abgesagt | Philipp Schörghofer |
| 1999 | Cameron Stuart       | Andrea Ferin                              |                       | Will McDonald          | Will McDonald                     | TJ Lanning          |
| 2000 | Francis Fortin-Houle | Miha Kürner                               |                       | Florian Warmuth        | Stefan Schweiger                  | Joel Adams          |
| 2001 | Taiki Seo            | Simon Mannella                            |                       | Andrew Weibrecht       | Andrew Weibrecht                  | Michael Zach        |
| 2002 | Adam Zika            | Andrew Phillips                           |                       | Stefan Baumgartner     | Florian Scheiber                  | Tin Široki          |
| 2003 | Colby Granstrom      | Colby Granstrom                           |                       | Bernhard Graf          | Bernhard Graf                     | Bernhard Graf       |
| 2004 | Rocco Delsante       | Jørgen Brath                              |                       | Andreas Willumsen Haug | Markus Nilsen                     | Marcel Hirscher     |
| 2005 | Richard Long         | Richard Long                              |                       | Colby Granstrom        | Antonio Fantino                   |                     |
| 2006 | Simone Anselmo       | Andraž Pogladič                           | Andraž Pogladič       | Frederic Berthold      | Erik Read                         | Frederic Berthold   |
| 2007 | Michele Gualazzi     | Mikael Svensk                             | Michele Gualazzi      | Richard Long           | Kieffer Christianson              | Richard Long        |
| 2008 | Hughston Norton      | Max Hall                                  | Édouard Dumas-Longpré | Christian Juffinger    | Christian Juffinger               | Ford Swette         |
| 2009 | Samuel Šenkár        | Keiya Saito                               | Chris Doan            | Max Luukko             | Mikael Svensk                     | Broderick Thompson  |
| 2010 | Alberto Blengini     | Filip Forejtek                            | Keegan Sharp          | Jakob Helgi Bjarnason  | Miha Hrobat                       | Miha Hrobat         |
| 2011 | Alex Uryga           | Kai Horwitz                               | Jackson Wells         | Lambert Quezel         | Ryan Mooney                       | Dean Travers        |
| 2012 | Kuba Sudomericky     | Finn Iles                                 | Finn Iles             | Marco Michel           | Paolo Padello                     | Oliver Thompson     |